# Molalla Prairie
Molalla Prairie az Amerikai Egyesült Államok északnyugati részén, Oregon állam Clackamas megyéjében, Molallától északra elhelyezkedő önkormányzat nélküli település.

## Jogi helyzete
2009 júniusában 178 helyi lakos petíciót indított a közösség faluvá nyilvánításáért, mert azt remélték, hogy így nagyobb befolyásuk lesz az agrárturizmusra, valamint megakadályozhatják egy itt áthaladó gázvezeték megépítését. 2010 márciusában a tervezett területen belül élők 75/60 arányban az igen mellett döntöttek. A szavazás eredményét a megyei hatóságok elfogadták, és létrejött a falu.
2014 októberében lemondott a falu képviselőtestülete, a település alapítására létrehozott alapot pedig a közeli Beavercreeknek adományozták. A közösség jövője bizonytalan.

## Fordítás
Ez a szócikk részben vagy egészben  a   Molalla Prairie, Oregon című angol Wikipédia-szócikk ezen változatának fordításán alapul.  Az eredeti cikk szerkesztőit annak laptörténete sorolja fel. Ez a jelzés csupán a megfogalmazás eredetét és a szerzői jogokat jelzi, nem szolgál a cikkben szereplő információk forrásmegjelöléseként.